# Mehlengraben
Der Mehlengraben ist ein knapp 3 Kilometer langer Bach im unterfränkischen Landkreis Würzburg, der von rechts in den Ziegelbach mündet.

## Geographie

### Verlauf
Der Mehlengraben entspringt auf einer Höhe von 278 m ü. NHN im Haarwiesengrund auf dem Gemeindegebiet des knapp 1½ Kilometer südlich von dort liegenden Pfarrdorfs Greußenheim. Seine nur intermittierend wasserführende Quelle liegt in einem Acker direkt neben einem Feldweg.
Der Wassergraben fließt, begleitet von einem Wirtschaftsweg, zunächst in Richtung Südwesten etwa einen halben Kilometer durch die Felder und Wiesen des Haarwiesengrunds, wendet sich dann fast nach Süden und läuft am östlichen Fuß eines bewaldeten 278 m ü. NHN hohen namenlosen Hügels entlang durch den namensgleichen Graben. Er passiert dabei zuerst den auf seiner rechten Seite liegenden Neustadter Grund und danach auf der gleichen Seite den  trockenen Erlenbodengraben.
Er fließt nun am Waldgewann Bauholz entlang, kreuzt nördlich eines kleinen Teichs den Wirtschaftsweg und wird gleich darauf östlich des 268 m ü. NHN hohen Hügels Lerchenbühl auf seiner rechten Seite vom aus dem Westen kommenden Bissenbodengraben verstärkt. Etwas bachabwärts wird er von der Steinernen Brücke überspannt. Kurz danach wendet er sich nach Südsüdosten und erreicht nach knapp einen halben Kilometer Greußenheim. Er quert dort den Remlinger Weg, wo sich gleich danach auf seiner linken Seite ein Arm abspaltet, der einen kleinen Weiher mit einer Insel speist.
Der Mehlengraben läuft nun am Werksgelände der memo AG entlang, unterquert noch die Staatsstraße 2310 und mündet schließlich auf einer Höhe von 244 m ü. NHN von rechts in den aus dem Nordosten kommenden Ziegelbach.
Sein 2,98 km langer Lauf endet ungefähr 33 Höhenmeter unterhalb seiner Quelle, er hat somit ein mittleres Sohlgefälle von etwa 11 ‰.

### Einzugsgebiet
Das 8,60 km² große Einzugsgebiet des Mehlengrabens liegt im Naturraum Eisinger Höhe und wird durch ihn über den Ziegelbach, den Aalbach, den Main und den Rhein zur Nordsee entwässert.
Es grenzt
- im Nordosten an das Einzugsgebiet des Leinacher Bachs, der in den Main mündet;
- im Osten an das Einzugsgebiet des Ziegelbachs und
- im Westen und Nordwesten an das des Klingengrabens, der über den Leitenbach in den Aalbach entwässert.

Im Einzugsgebiet dominieren landwirtschaftliche Nutzflächen. Der Bereich zwischen dem Mehlengraben und dem Ziegelbach ist überwiegend bewaldet.
Die höchste Erhebung ist der Hügel Gaigel mit einer Höhe von 358 m ü. NHN im Nordosten des Einzugsgebiets.

### Zuflüsse
- Bissenbodengraben (rechts), 0,9 km

### Flusssystem Aalbach
- Fließgewässer im Flusssystem Aalbach